# Iglesia y convento de la Trinidad (Úbeda)
La iglesia y convento de la Santísima Trinidad es un conjunto de edificios religiosos de estilo barroco situado en la ciudad de Úbeda, Jaén.
Fue construido extramuros entre los siglos XVII y XVIII.

## Descripción
Cuenta con dos portadas, entre las cuales la decoración se organiza a base de grandes molduras y líneas quebradas de gran relieve. En la norte se representa la Santísima Trinidad y en la sur a san Juan de Mata.
El interior está dividido en tres naves, por arco de medio punto enmarcados por pilastras corintias. La bóveda de la nave central y la cúpula del crucero están decoradas con motivos vegetales en yeserías.
Del convento se conservan dos claustros, uno del siglo XVI con doble galería porticada, y del segundo claustro se conservan dos laterales, uno del XVI y otro del XIX.